# L'Angelus (Millet)
L'Angelus (L'Angélus) è un dipinto a olio su tela (55x66 cm) di Jean-François Millet, realizzato nel 1858-1859 e conservato nel Museo d'Orsay di Parigi.
L'opera, una delle più note di Millet, raffigura una coppia di contadini che interrompono il duro lavoro dei campi al suono delle campane, mostrati nella loro devozione, intenti nella preghiera.

## Descrizione

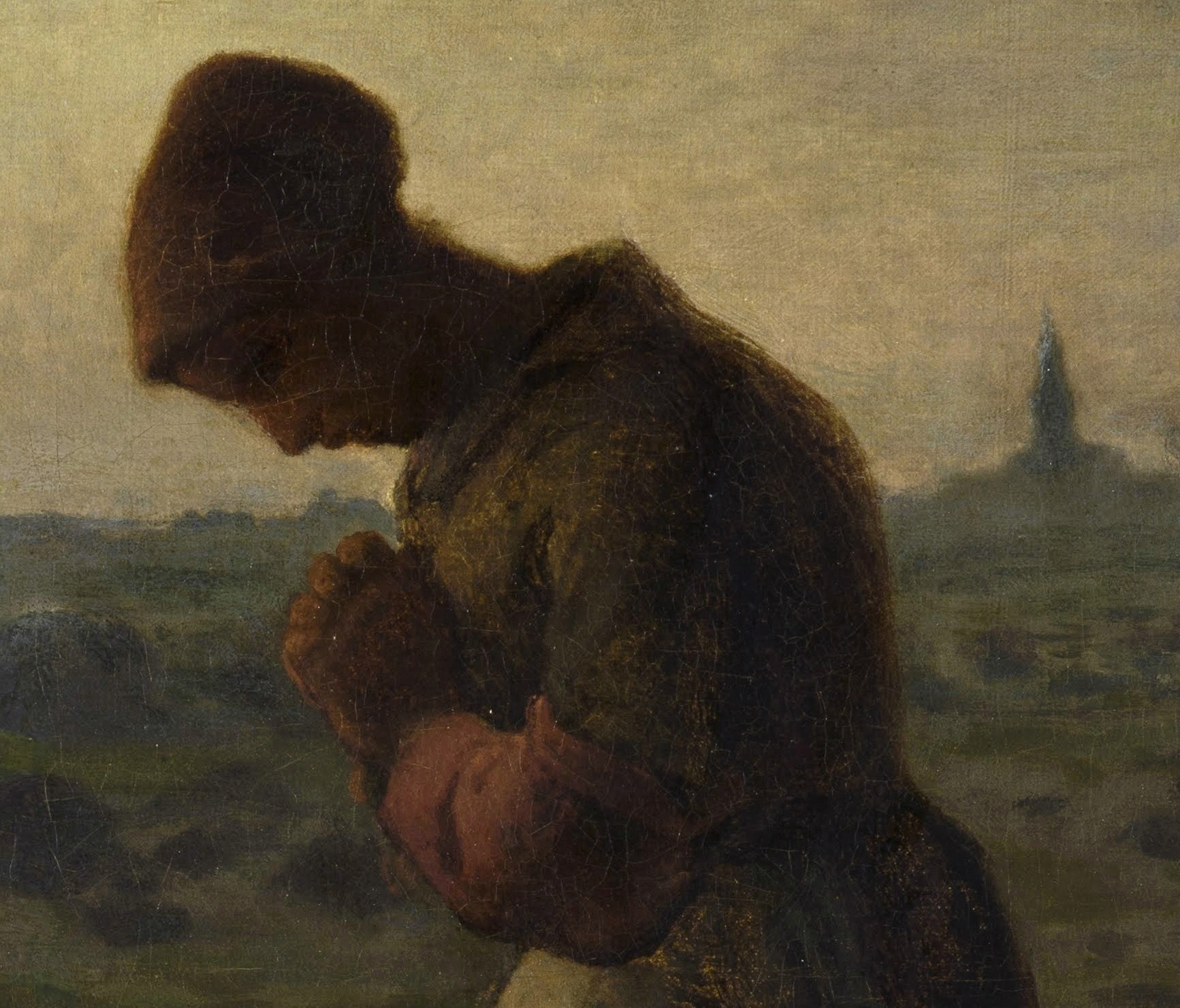
Dettaglio del dipinto raffigurante la contadina immersa nella preghiera; è visibile in secondo piano anche la chiesa di Chailly-en-Bière

«Angelus» (per esteso Angelus Domini) è il nome dato al suono delle campane che, tre volte al giorno (alba, mezzogiorno e tramonto), invitano i fedeli a recitare una devozione in ricordo del mistero perenne dell'Incarnazione. È, per l'appunto, quello che stanno facendo i due contadini ritratti nel dipinto, che al suono delle campane della chiesa di Chailly-en-Bière, appena accennata sullo sfondo, hanno sospeso per un attimo la raccolta delle patate e si sono raccolti silenziosamente in preghiera; abbandonati gli strumenti di lavoro (la carriola con i sacchi sopra, il rastrello, il cesto pieno di verdure), entrambi sono completamente assorti nell'orazione, tanto che presentano il capo chino e le mani giunte al petto.
Mostrandosi assai sensibile all'influenza di Jean-Baptiste-Siméon Chardin e dei maestri olandesi del Seicento, il pennello di Millet ricolma L'Angelus di una solennità grave seppure sommessa, resa con la monumentalità dei due contadini (disegnati con un tratto vigoroso e sintetico), l'immobilità assorta di questi ultimi, l'improvviso splendore del tramonto, la visione dal basso e la sapiente sintesi delle forme.
In alto a destra, infine, vola lontanissimo uno stormo di uccelli: la loro presenza, ai margini del quadro, e l'abbigliamento dei due agricoltori suggeriscono che la scena è ambientata in una stagione calda, presumibilmente estate o primavera.

## Storia del dipinto

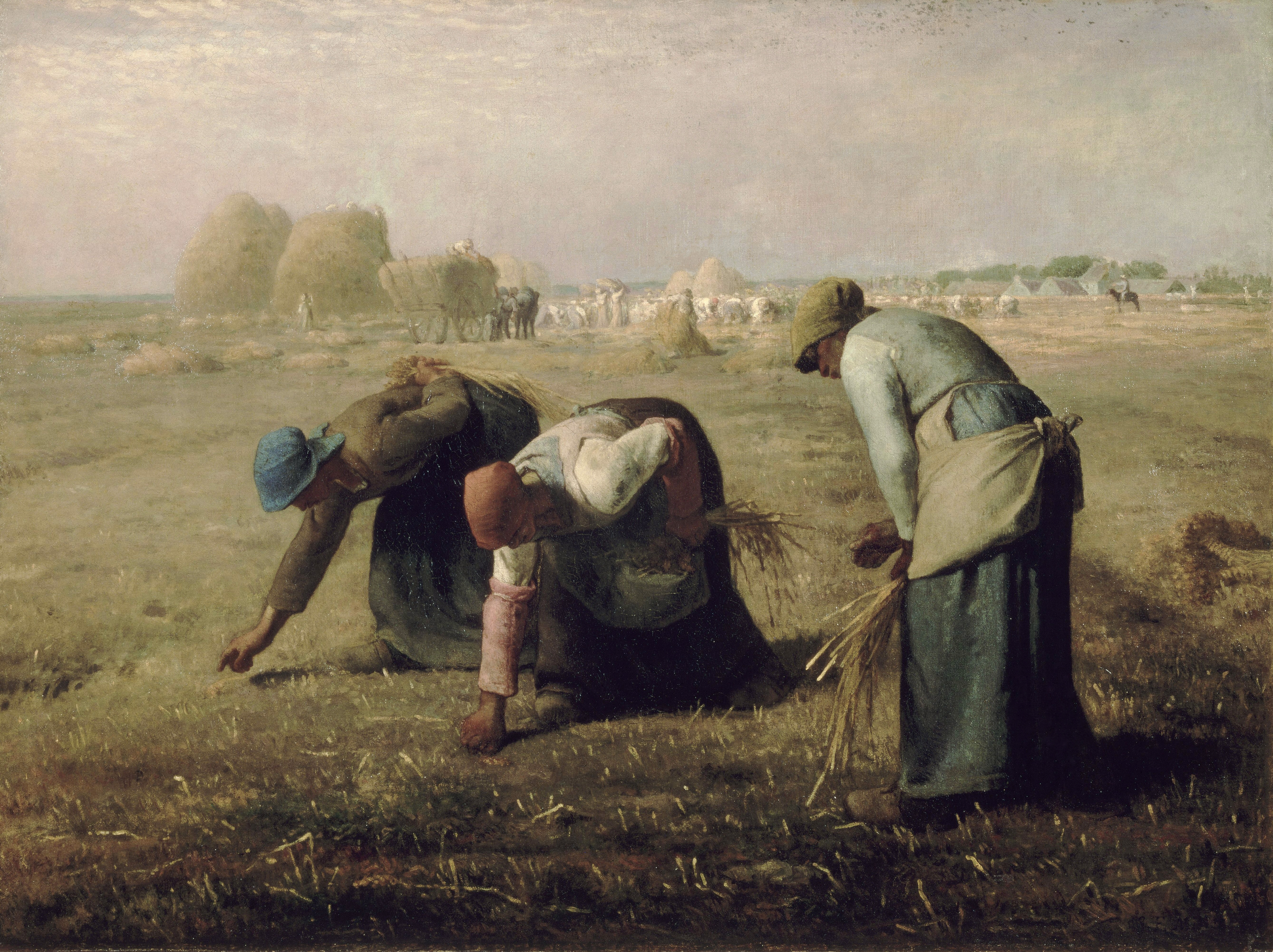
Jean-François Millet, Le spigolatrici (1857); olio su tela, 83.5 × 110 cm, Museo d'Orsay

Commissionata dal magnate americano Thomas G. Appleton, L'Angelus attinge da uno spunto ispiratore decisamente autobiografico. All'origine del dipinto, infatti, non vi è un lavoro en plein air, bensì un ricordo di Millet della sua infanzia in Normandia:
(Jean-François Millet, 1865)
Lo scopo dell'artista, dunque, non era quello di esaltare un qualsivoglia impulso religioso (egli non era neanche un praticante), bensì di illustrare con la pittura le fasi che segnano periodicamente lo scorrere della vita agreste, scegliendo di raffigurare il momento del riposo. In ogni caso, il dipinto - inizialmente intitolato Preghiera per il raccolto di patate - venne esposto al pubblico per la prima volta nel 1865; ottenne uno sfolgorante successo nell'Ottocento borghese, che preferiva i suoi toni idilliaci ed arcadici rispetto al contenuto apertamente polemico di altre opere realiste, quali Le spigolatrici dello stesso Millet o Gli spaccapietre di Courbet. Dopo la morte di Millet, nel 1875, L'Angelus fu venduto a diversi collezionisti, fino a quando non fu riacquistato dallo Stato francese per un prezzo di 800 000 franchi in oro.
Nel 1910 L'Angelus entrò a far parte delle collezioni del museo del Louvre, che già tentò di acquistarlo nel 1889; dopo esser stato sfregiato da un folle nel 1932, nel 1986 il dipinto è stato trasferito nel museo d'Orsay, dov'è tuttora esposto.

## Retaggio

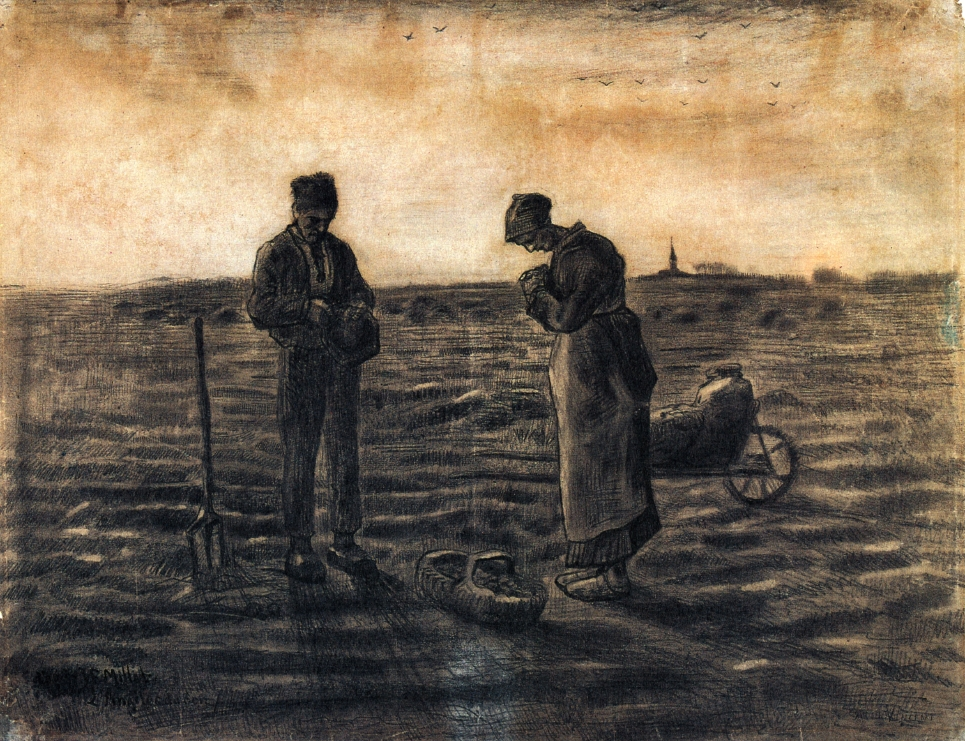
Vincent van Gogh, L'Angelus (1880, copia da Millet); disegno a matita, gessetto e acquarello, 47 x 62 cm, Museo Kröller-Müller, Otterlo

L'Angelus ha rappresentato un riferimento iconografico imprescindibile per moltissimi grandi artisti dell'Ottocento e del Novecento, primi tra tutti Vincent van Gogh e Salvador Dalí. 

### L'Angelusdi Van Gogh
Van Gogh guardò l'opera con notevole interesse, tanto che la riprodusse in un disegno realizzato a matita, acquerello e gessetto degli esordi, denominato per l'appunto L'Angelus. Il giovane Vincent qui si cimentò in ardite contaminazioni, che rivelano un'intensa forza espressiva ed un tratto energico che diventeranno poi peculiari delle tele della sua maturità.

### L'ossessione di Salvador Dalì
Se per Van Gogh L'Angelus è stato un riferimento per ragioni puntualmente raffigurative, lo stesso non si può dire per il surrealista spagnolo Salvador Dalí. Esposto al dipinto sin dalla fanciullezza - una copia dell'Angelus era appesa in una parete della sua scuola elementare - Dalì ne rimase talmente incantato da farne l'oggetto di una febbrile indagine. Al quadro di Millet egli dedicò addirittura un libro, Il mito tragico dell'Angelus di Millet, dove scrisse:

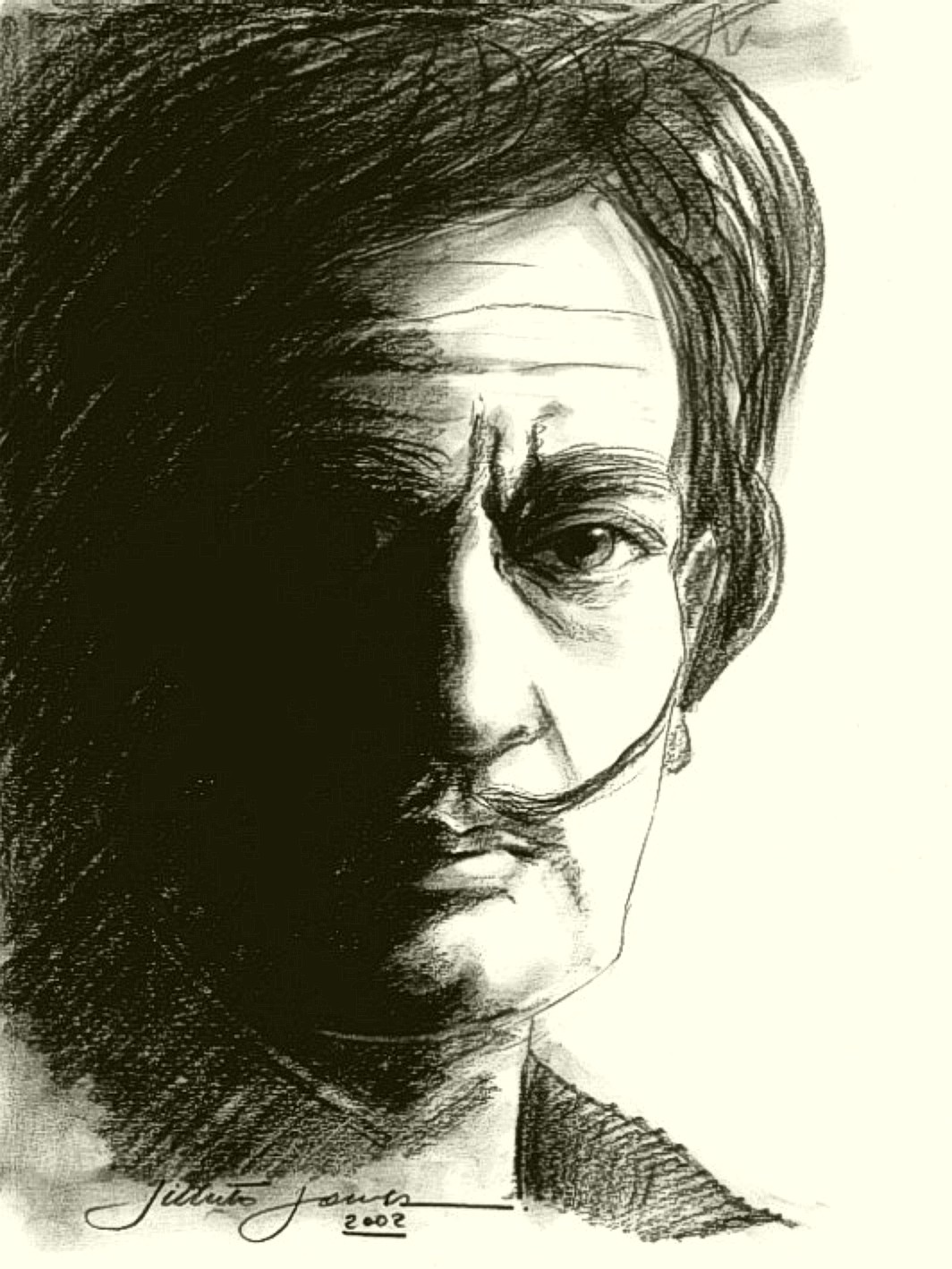
Salvador Dalí fece dellAngelus un vero e proprio oggetto di venerazione

In questo libro Dalì espresse la propria tesi secondo cui l'opera non raffigurava affatto un momento di preghiera serale, bensì la veglia sulla bara di un bambino. Questa transizione da «quadro idillico e religioso [a] un'inquietante e perversa scena d'infanticidio», a giudizio di Dalì, è avallata dalla presenza in sottotraccia di una piccola bara, poi eliminata in seguito a un pentimento in corso d'opera. Per suffragare la propria tesi, nel 1963 egli chiese ed ottenne un'analisi ai raggi X dell'opera presso il Louvre, da cui emerse la presenza sottostante di una figura rettangolare più volte ricoperta dal colore, che effettivamente somiglia alla bara di un piccolo defunto. Entusiasta della scoperta, Dalì realizzò anche diverse opere sul tema dell'Angelus; malgrado ciò, col succedersi degli anni la sua idea godette sempre di più di cattiva fama, fino ad essere considerata soltanto una delle sue vivide suggestioni.